# Baiersbronn

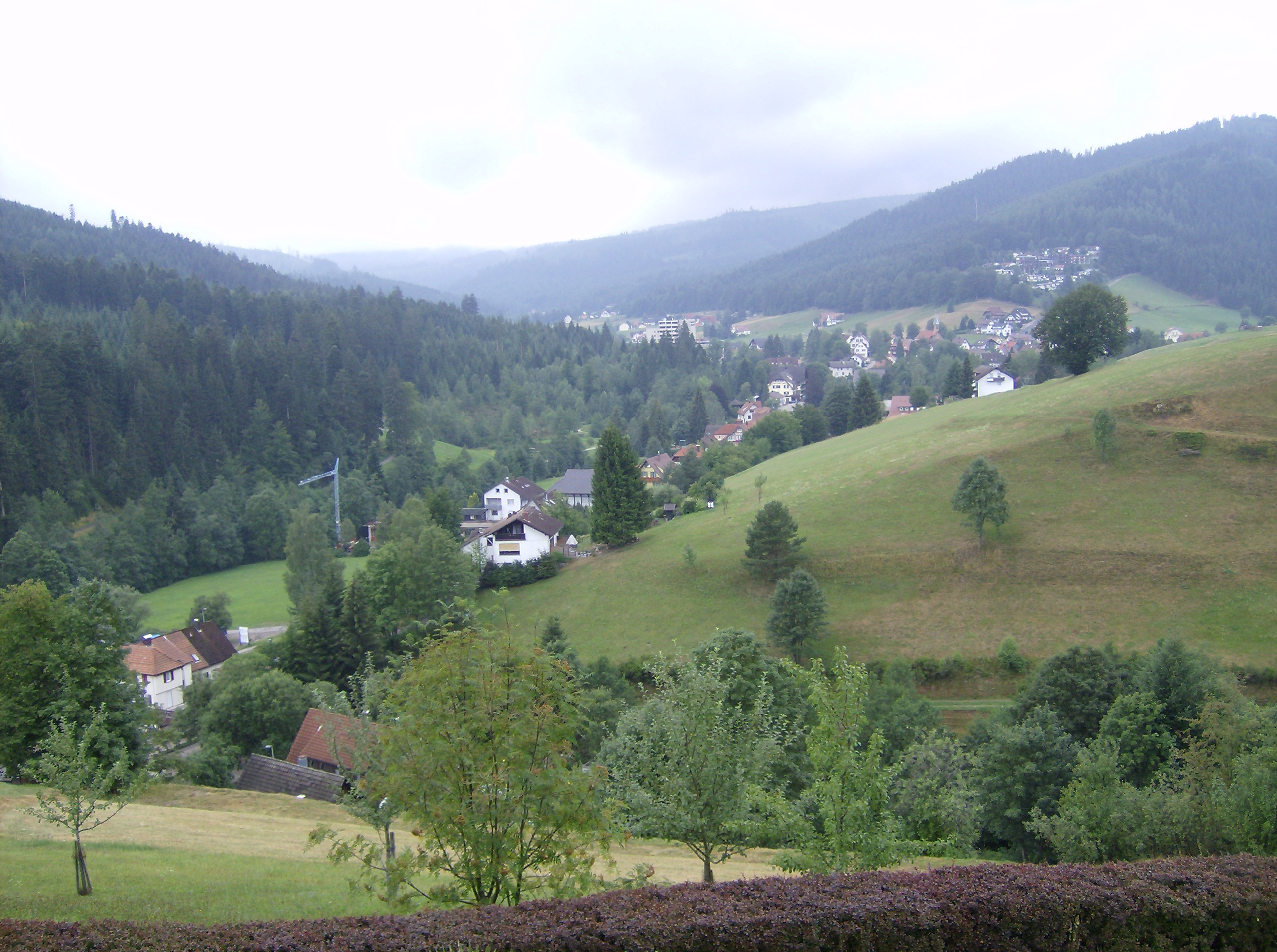
Het dorp Obertal

Baiersbronn is een gemeente in de Duitse deelstaat Baden-Württemberg, en maakt deel uit van het Landkreis Freudenstadt.
Baiersbronn telt 14.796 inwoners. Het ligt in het Zwarte Woud.
De volgende dorpen liggen in de gemeente Baiersbronn;
- Baiersbronn
- Friedrichstal
- Huzenbach
- Klosterreichenbach
- Mitteltal
- Obertal
- Röt-Schönegründ
- Schönmünzach-Schwarzenberg
- Tonbach

## Gastronomie
Baiersbronn is naast Bergisch Gladbach de enige Duitse stad met twee 3-sterren restaurants, te weten:
- Schwarzwaldstube in Hotel Traube in Tonbach, met chef-kok Harald Wohlfahrt
- Restaurant Bareiss met chef-kok Claus-Peter Lumpp

Alpirsbach ·
Bad Rippoldsau-Schapbach ·
Baiersbronn ·
Dornstetten ·
Empfingen ·
Eutingen im Gäu ·
Freudenstadt ·
Glatten ·
Grömbach ·
Horb am Neckar ·
Loßburg ·
Pfalzgrafenweiler ·
Schopfloch ·
Seewald ·
Waldachtal ·
Wörnersberg